# Aeletes facilis
Aeletes facilis är en skalbaggsart som beskrevs av Sharp in Blackburn och Sharp 1885. Aeletes facilis ingår i släktet Aeletes och familjen stumpbaggar. Inga underarter finns listade i Catalogue of Life.